# Arturo Torres Carrasco
Arturo Torres Carrasco (20 d'octubre de 1906 - 20 d'abril de 1987) fou un futbolista xilè.

## Selecció de Xile
Va formar part de l'equip xilè a la Copa del Món de 1930.